# Cleopatra (gruppo musicale)
Le Cleopatra sono un gruppo musicale R&B/pop britannico in attività dal 1998 e composto dalle tre sorelle Cleo, Yonah e Zainam Higgins.

## Storia

### Comin' Atcha!
Il gruppo, dopo un debutto con il nome Cleopatra And The Attractions in cui Cleo era cantante solista mentre Yonah e Zainam facevano da ballerine e coriste, ha firmato un contratto con l'etichetta Maverick Records che ha permesso loro di debuttare nel 1998 con il singolo Cleopatra's Theme, che ha raggiunto la terza posizione della classifica dei singoli britannica. Il successo fu replicato dai tre singoli successivi (Life Ain't Easy, la cover dei Jackson 5 I Want You Back e Thank Abba for the Music) che permisero, insieme al successo del loro album di debutto Comin' Atcha! pubblicato contemporaneamente, le candidature del gruppo a diversi premi come i BRIT Awards e MOBO Awards.
L'anno successivo cantarono ai BRIT Awards insieme ad artisti come B*Witched e Billie Piper e furono nominate come "Best British Newcomer"; nello stesso anno debuttarono anche negli Stati Uniti partecipando ai "Kids' Choice Awards" e pubblicando contemporaneamente Cleopatra's Theme come singolo. Pur non avendo un ottimo riscontro nelle classifiche, particolarmente apprezzato fu il video musicale, molto programmato dalle emittenti televisive. Il gruppo era inoltre particolarmente apprezzato dai bambini, tanto che Disney Channel trasmise un concerto del gruppo (della durata di un'ora) registrato da un'esibizione avvenuta sulla nave "Disney Magic".
In quel periodo hanno supportato il gruppo delle Spice Girls nelle tappe britanniche del Spiceworld Tour e hanno partecipato al concerto di Natale in Vaticano del 1998, in presenza di Papa Giovanni Paolo II, dove hanno cantato O Come All Ye Faithful e Silent Night supportate da un'orchestra composta da 100 elementi.
Successivamente hanno realizzato una cover dei Bee Gees, I've Gotta Get a Message to You, per un album tributo al gruppo, e una della canzone Right Back Where We Started From, colonna sonora del film Estremamente Pippo realizzato dalla Disney.
Durante la promozione del primo album, a partire dal dicembre del 1998, hanno preso parte a una sitcom prodotta in due serie e venduta in gran parte del mondo; in Regno Unito fu trasmessa dall'emittente CITV.

### Steppin' Out
Nel 2000, passate all'etichetta Warner, pubblicarono l'album Steppin' Out, che ricevette una massiccia promozione supportata dai singoli Come and Get Me, U Got It e sono in Giappone Yes This Party's Going Right, da un tour negli Stati Uniti e successivamente in Giappone. Parteciparono anche a diverse trasmissioni televisive e furono scelte come testimonial per una pubblicità di cosmetici per la quale produssero anche la colonna sonora, la canzone Triple Lipstick.
A causa della scarsa promozione in Regno Unito, l'album fu un insuccesso nel paese d'origine e l'etichetta spinse Cleo verso una carriera solista.

### Attività recenti
Nel 2005, dopo anni di assenza dalle scene musicali, tornarono ad esibirsi insieme durante il programma televisivo Hit Me, Baby, One More Time di ITV1. Nel 2009 si sono esibite diverse volte insieme, annunciando una riunione e pubblicando due singoli: Get in Fit in e Babysitting.

## Discografia

### Album
- 1998 - Comin' Atcha!
- 2000 - Steppin' Out

### Singoli
- 1998 - Cleopatra's Theme
- 1998 - Life Ain't Easy
- 1998 - I Want You Back
- 1999 - A Touch of Love
- 1999 - Thank ABBA for the Music (con Steps, Tina Cousins, B*Witched e Billie Piper)
- 2000 - Come and Get Me
- 2000 - U Got It
- 2001 - Yes This Party's Going Right
- 2009 - Get in Fit in
- 2009 - Babysitting